# Sakawiszcza
Sakawiszcza (biał. Сакавішча; ros. Саковище) – wieś na Białorusi, w obwodzie mińskim, w rejonie wołożyńskim, w sielsowiecie Wołożyn.
Dawna nazwa Sakowiki. W II poł. XIX w. zamieszkiwane wyłącznie przez katolików. W dwudziestoleciu międzywojennym leżały w Polsce, w województwie nowogródzkim, w powiecie wołożyńskim.